# Robert Ginty

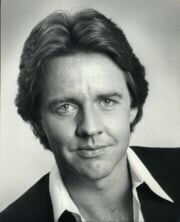
Robert Ginty, 1985

Robert Winthrop Ginty (* 14. November 1948 in Brooklyn, New York; † 21. September 2009 in Los Angeles) war ein US-amerikanischer Schauspieler, Regisseur und Drehbuchautor.

## Leben
Robert Ginty studierte Schauspiel an der Yale University und kam über lokale Theater an den Broadway, wo er zwischen 1972 und 1973 verschiedene Nebenrollen in Stephen Porters Wiederaufnahme von Molières Don Juan spielte. Nach seinem Umzug nach Kalifornien erhielt er Mitte der 1970er Jahre erste Gastrollen in den Fernsehserien Detektiv Rockford – Anruf genügt und Make-Up und Pistolen. Zwischen 1976 und 1978 spielte er eine der Hauptrollen in der Serie Pazifikgeschwader 214, daran anschließend war er bis 1979 in 22 Folgen von The Paper Chase zu sehen. 1978 hatte er seine erste größere Spielfilmrolle im Oscar-prämierten Vietnamdrama Coming Home – Sie kehren heim. Zwei Jahre später erschien Der Exterminator mit Ginty in der Hauptrolle, dem vier Jahre später eine Fortsetzung folgte.
Während der 1980er Jahre übernahm Ginty Gastrollen in erfolgreichen Serien wie Love Boat und Knight Rider und hatte wiederkehrende Rollen in Simon & Simon sowie Falcon Crest. Gegen Ende der 1980er Jahre gründete er seine eigene Produktionsfirma und arbeitete fortan hauptsächlich als Regisseur und gelegentlich als Drehbuchautor. Neben einigen B-Movies drehte er auch einige Folgen von Serien wie Xena, Superman – Die Abenteuer von Lois & Clark und Nash Bridges.
Ginty erlag 2009 im Alter von 60 Jahren den Folgen einer Krebserkrankung. Er war in dritter Ehe verheiratet; sein einziger Sohn ist James Ginty, der ebenfalls als Schauspieler arbeitet.

## Filmografie (Auswahl)

### Als Schauspieler
- 1974: Detektiv Rockford – Anruf genügt (The Rockford Files)
- 1976–1978: Pazifikgeschwader 214 (Baa Baa Black Sheep)
- 1976: Zwei Minuten Warnung (Two-Minute Warning)
- 1978: Coming Home – Sie kehren heim (Coming Home)
- 1980: CHiPs
- 1980: Der Exterminator (The Exterminator)
- 1981: Love Boat
- 1983: Knight Rider
- 1983: Simon & Simon
- 1983: The Last Warrior – Der Kämpfer einer verlorenen Welt (I predatori dell'anno omega)
- 1984: Exterminator 2
- 1986: Retaliator
- 1989: Loverboy – Liebe auf Bestellung (Loverboy)
- 1989: Run Tiger Run (Out On Bail)
- 1989: The Bounty Hunter
- 1989–1990: Falcon Crest
- 1990: Du sollst nicht töten (Vietnam, Texas) (zugleich Regisseur)
- 1990: Ein gesegnetes Team (Father Dowling Mysteries)
- 1991: Harley Davidson & The Marlboro Man (Harley Davidson and the Marlboro Man)
- 1991: Mord ist ihr Hobby (Murder, She Wrote)

### Als Regisseur
- 1990: Du sollst nicht töten (Vietnam, Texas)
- 1995: Xena (Xena: Warrior Princess)
- 1996: Superman – Die Abenteuer von Lois & Clark (Lois & Clark: The New Adventures of Superman)
- 1996: Nash Bridges
- 1997: Allein gegen die Zukunft (Early Edition)
- 1998: Charmed – Zauberhafte Hexen (Charmed)

### Als Drehbuchautor
- 1989: The Bounty Hunter
- 1993: Im Netz der Begierde (Woman of Desire)
- 1994: Abrechnung in Bangkok (Day of Reckoning)